# Ivan Janjušević
Ivan Janjušević (cyrilicí Ивaн Jaњушeвић; * 11. července 1986, Nikšić, SFR Jugoslávie) je černohorský fotbalový brankář a reprezentant aktuálně hrající za klub Balzan FC.
Mimo Černou Horu působil v Maďarsku.

## Reprezentační kariéra
V A-mužstvu Černé Hory debutoval 27. 5. 2008 v přátelském zápase v Podgorici proti týmu Kazachstánu (výhra 3:0), v 67. minutě střídal v bráně Mladena Božoviće.